# Église Saint-Pierre de Martres
Pour les articles homonymes, voir Église Saint-Pierre.
L'église Saint-Pierre est une église catholique située dans la commune de Martres, dans le département de la Gironde, en France.

## Localisation
L'église se trouve au cœur du bourg, à proximité de la route départementale D119 qui mène à Frontenac vers le nord et à Coirac vers le sud.

## Historique
L'église Saint-Pierre, qui date du milieu du XIIe siècle, se présente sous la forme d'un édifice à nef unique non-voûtée, terminée à l'est par un chœur carré et une abside semi-circulaire. L'église est éclairée par une minuscule fenêtre de l'axe de l'abside. Le clocher-mur est percé de deux baies.
L'ensemble de l'édifice est fait en pierres de taille et certaines pierres, sur le mur sud, portent les marques de tâcherons. L'église possède une série de contreforts plats, ceux du nord étant plus saillants que ceux du sud.
Les seuls remaniements extérieurs datent du XVIe siècle et sont liées aux Guerres de religion. Il s'agit de l'édification sur le flanc nord d'une échauguette placée pour moitié sur le contrefort en limite de la nef et du chœur. Cette échauguette comporte plusieurs trous de visée pour des armes à feu. Sur le flanc sud, la petite porte ouverte au XVe siècle, est surmontée d'une bretèche servant d'assommoir et à tirer avec une arme à feu. Cette porte, remaniée au XVIIIe siècle porte le monogramme du Christ, IHS.
À l'intérieur, la nef ne porte aucun décor. Deux autels latéraux ont été placés à l'extrémité orientale. Le chevet est couvert par une voûte surhaussée qui repose sur un arc triomphal en anse de panier.

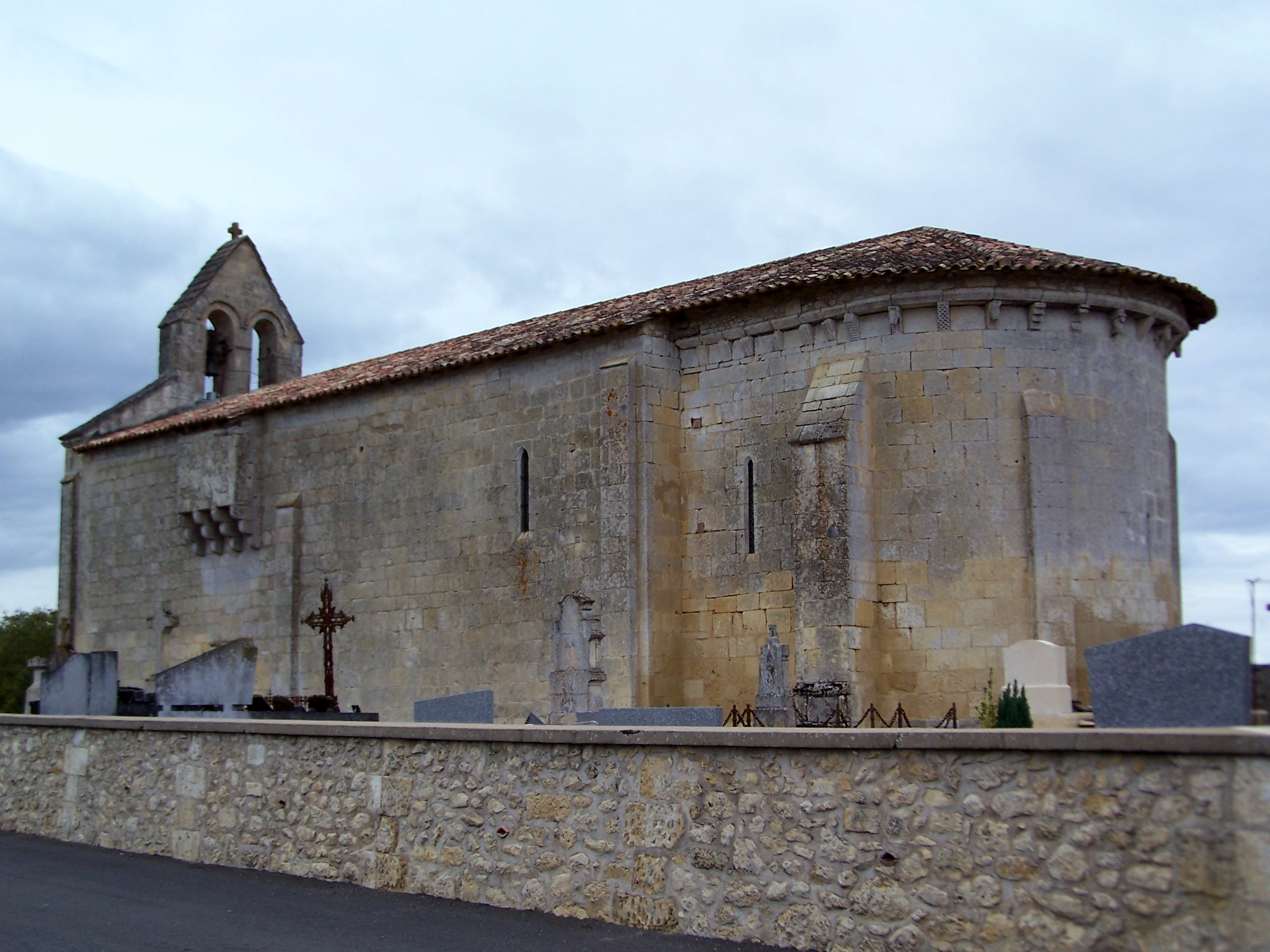
Vue sud-est (oct. 2012)
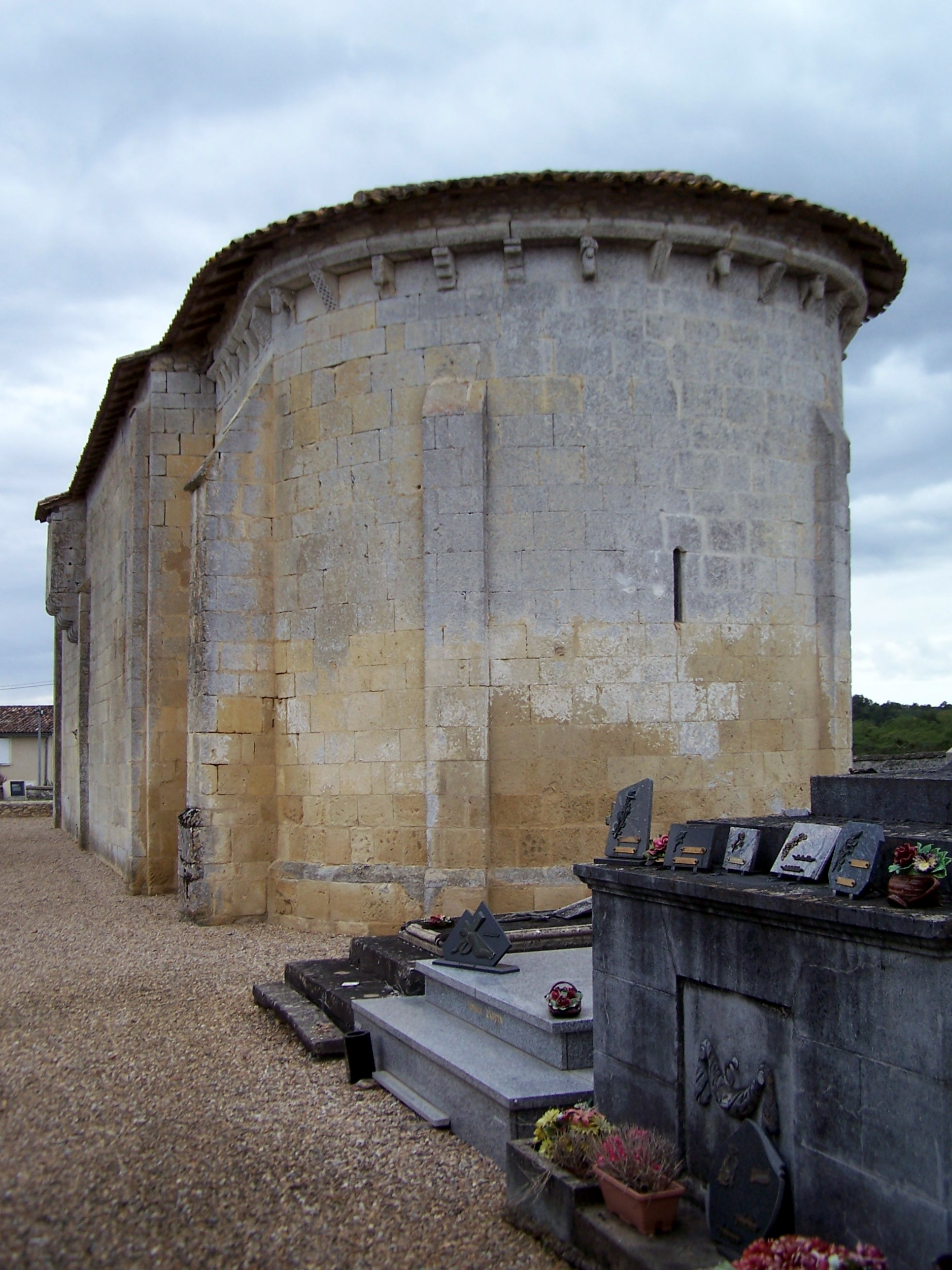
Le chevet et ses modillons (oct. 2012)
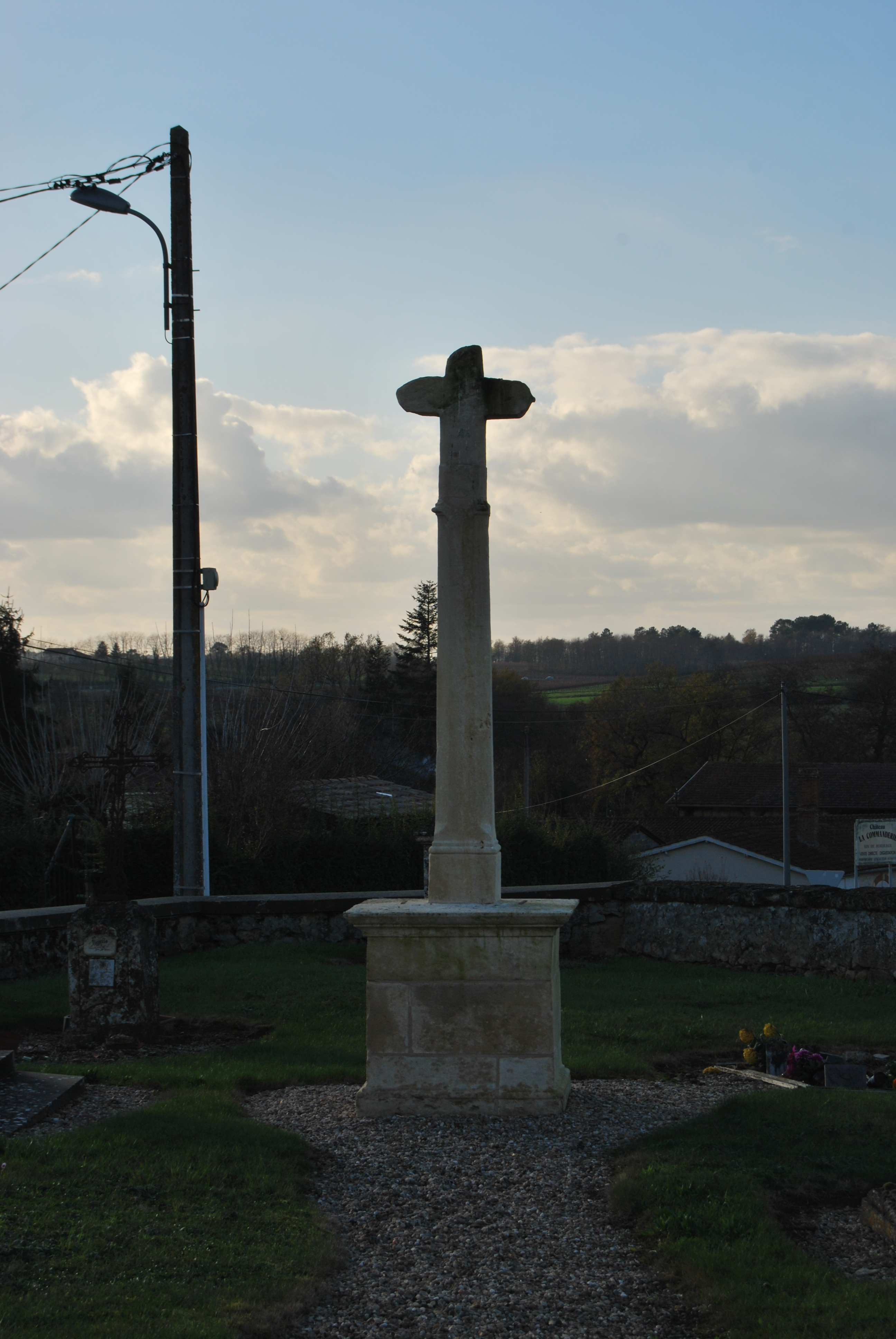
Croix de cimetière

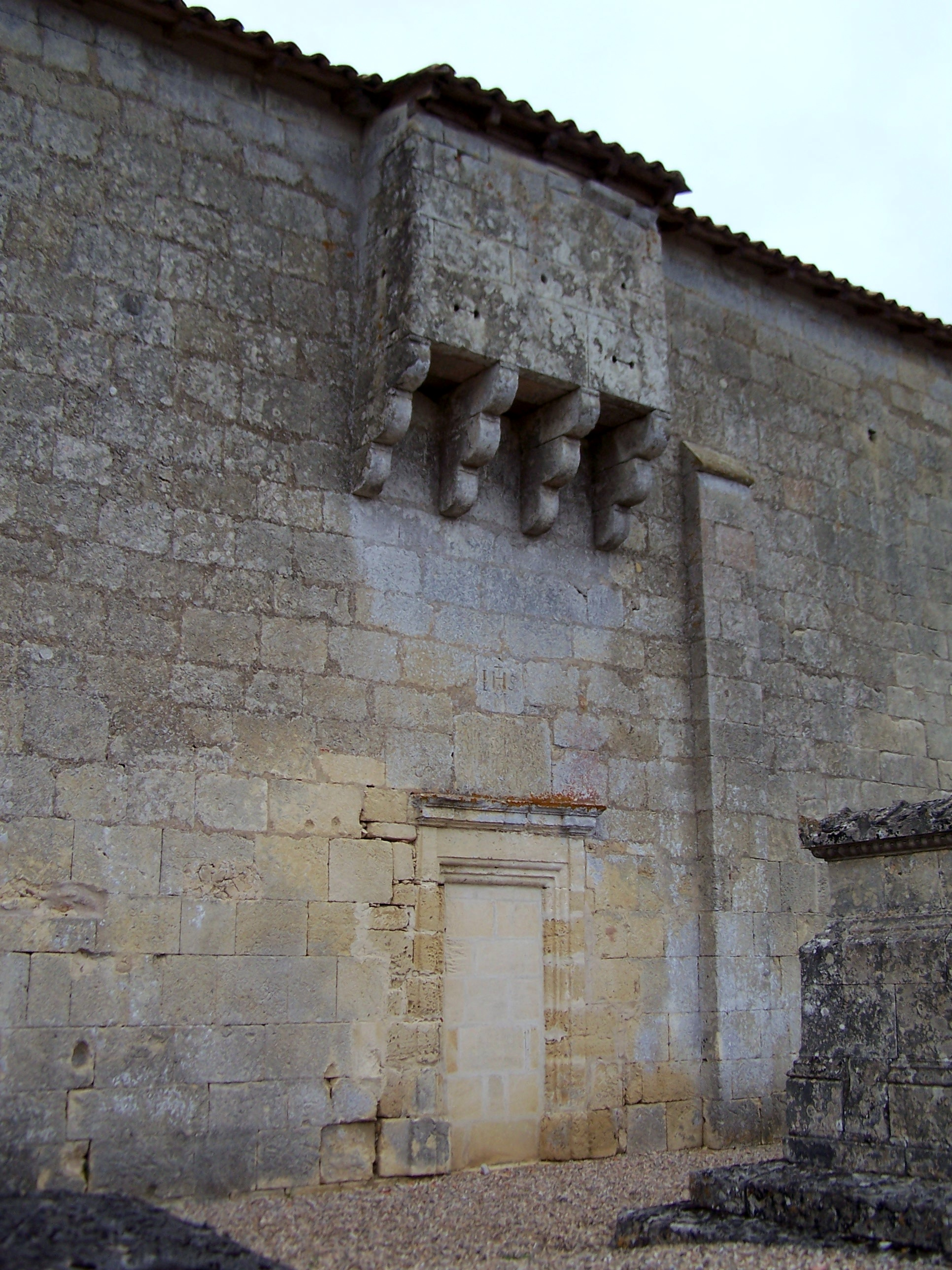
L'échauguette de la façade sud (oct. 2012)
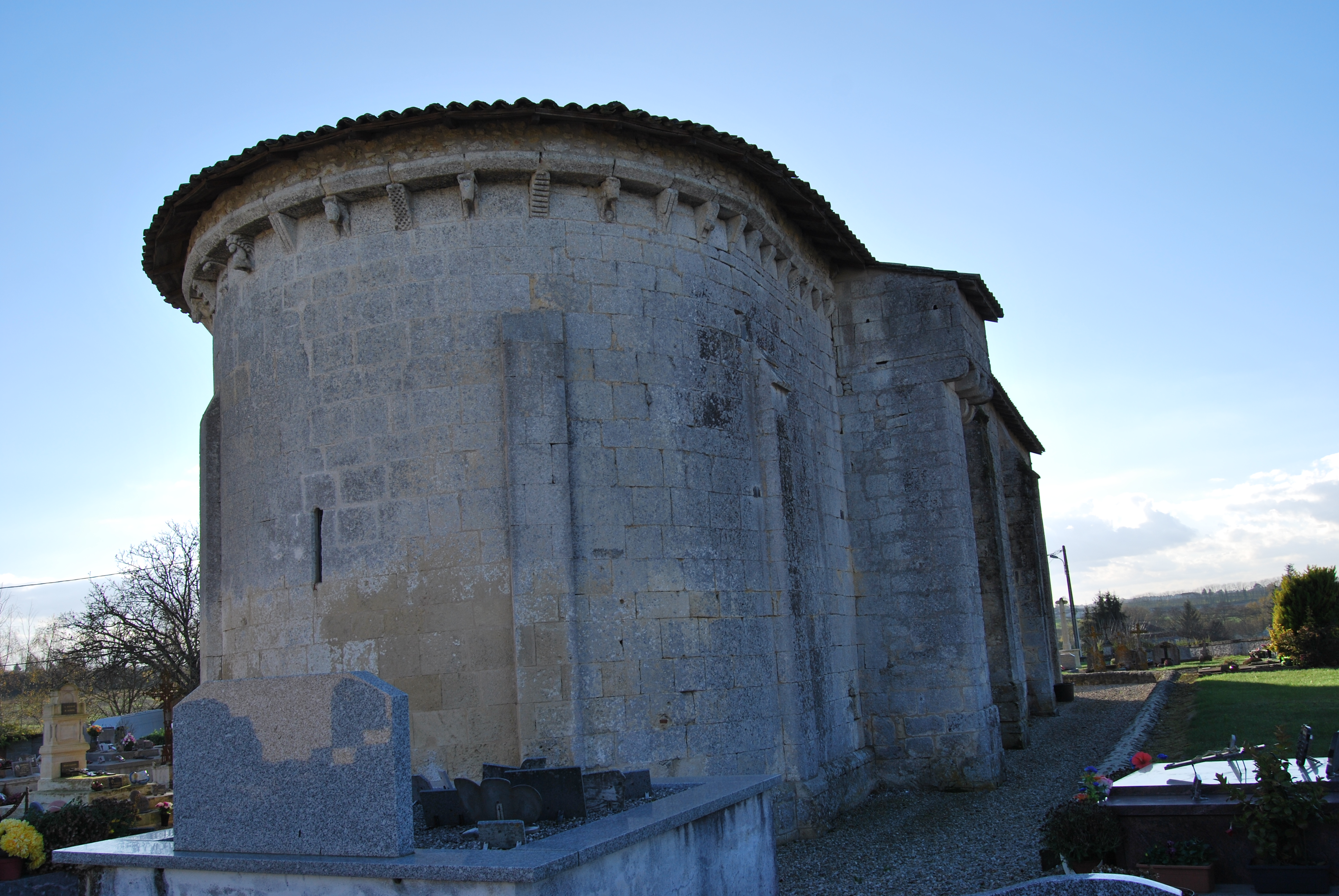
Le chevet et la bretèche de la façade nord
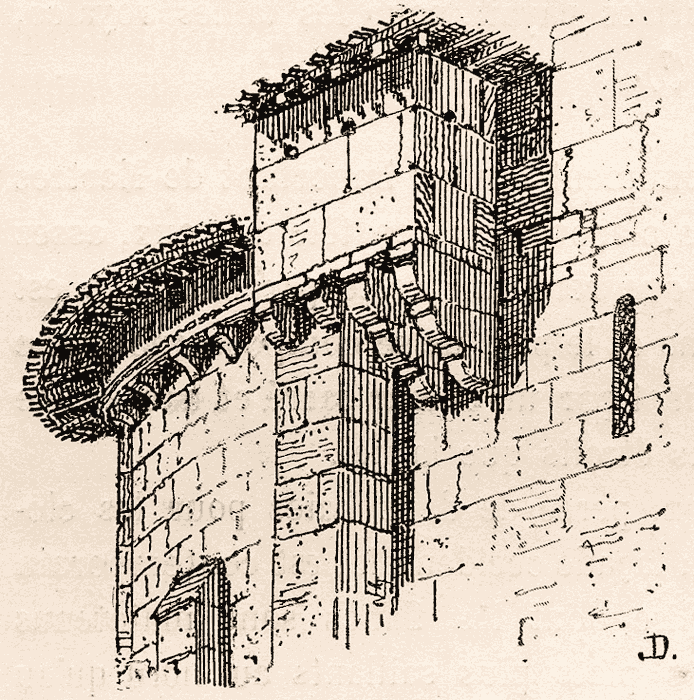
La bretèche de la façade nord, dessin de Léo Drouyn (1880)

L'édifice est inscrit au titre des monuments historiques par arrêté du 21 novembre 1925.

## L'iconographie romane
L'atelier qui a réalisé les sculptures, œuvra au milieu du XIIe siècle en s'inspirant des réalisations environnantes, en particulier de celles de l'abbaye de Saint-Ferme.

### Le portail
| - Le portail |

| - Ébrasure nord - Ébrasure sud |

Le portail s'ouvre dans un avant-corps à quatre voussures : trois reposent sur des colonnettes modernes comportant des chapiteaux surmontés de tailloirs ornés d'une frise horizontale continue de billettes.
Sur les six chapiteaux, deux sont modernes sans la moindre décoration et quatre, datant de l'époque romane sont historiés. Ils sont très érodés, mais trois sont identifiables.
| - Chapiteau N3 |

| - Chapiteaux S2 et S3 |

Ébrasement nord N3 : Sur ce chapiteau, on voit des traces de deux grandes fauves squelettiques, étroitement accolés par les croupes. Ce sont probablement des félins.
Ébrasement sud S2 : Oiseaux au calice : au centre, est posé un calice de Vie, probablement de nature eucharistique ; deux gros oiseaux, à long bec recourbé boivent ; les pattes de chacun enserrent un fruit sphérique ; deux autres petits volatiles, orientés dans la direction opposée sont sur leurs dos : on les voit détourner la tête vers la double crosse d'angle, où normalement, une pigne est suspendue. Ces signes négatifs indiquent qu'il s'agit d'une mise en garde aux fidèles contre le danger d'un eucharistie sacrilège.
Ébrasement sud S3 : La fuite en Égypte de la Sainte Famille pour échapper à la colère du roi Hérode.: Un âne à grosse tête, tourné vers la droite, est monté en amazone par Marie qui tient l'enfant Jésus sur son bras droit et le bridon de l'âne à main gauche.

### Les modillons du chevet
Les modillons sous la corniche sont assez rustiques : têtes de loup ou de monstre et dessins géométriques. On ne voit pas de leçon de moralité, comme à l'accoutumée.

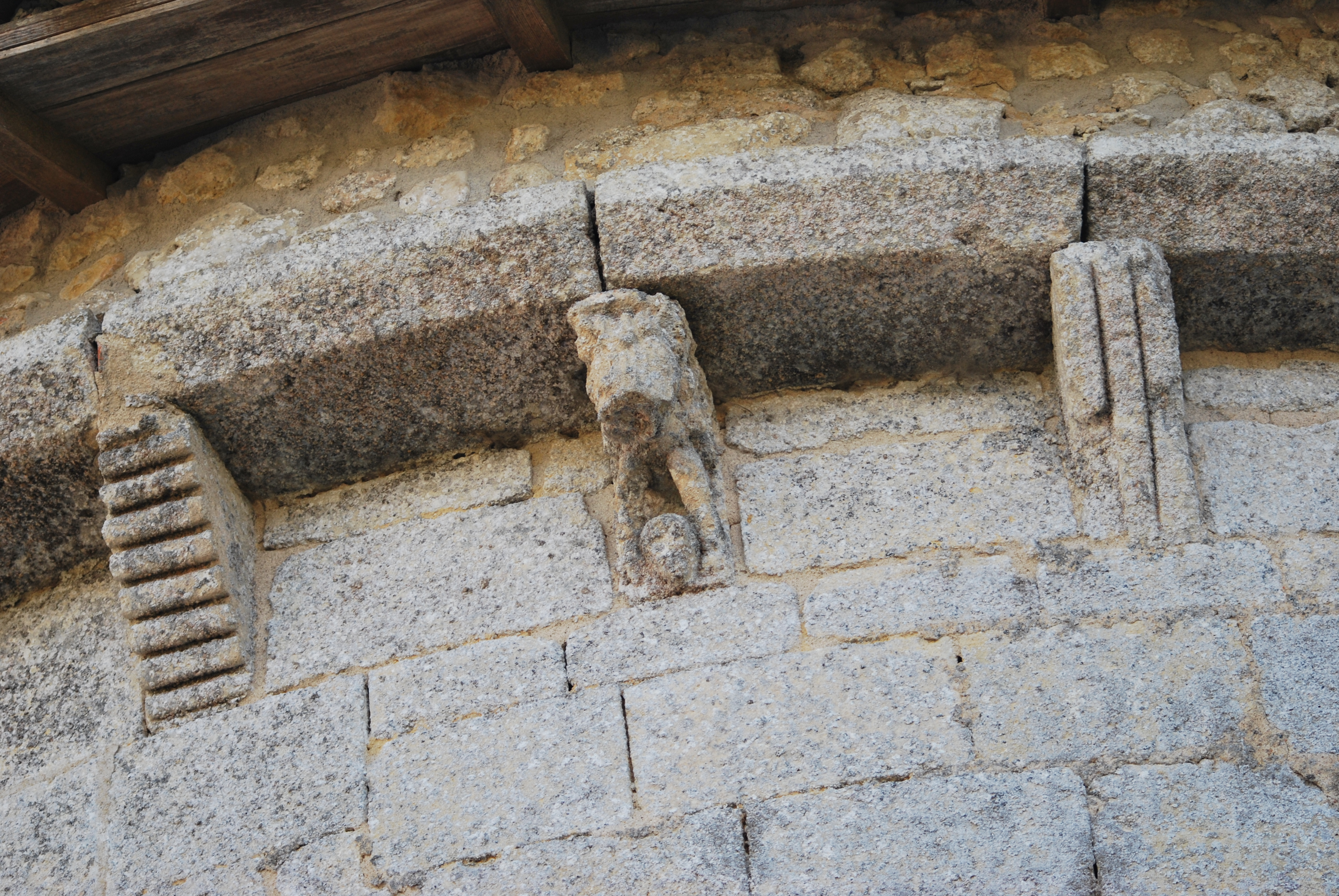
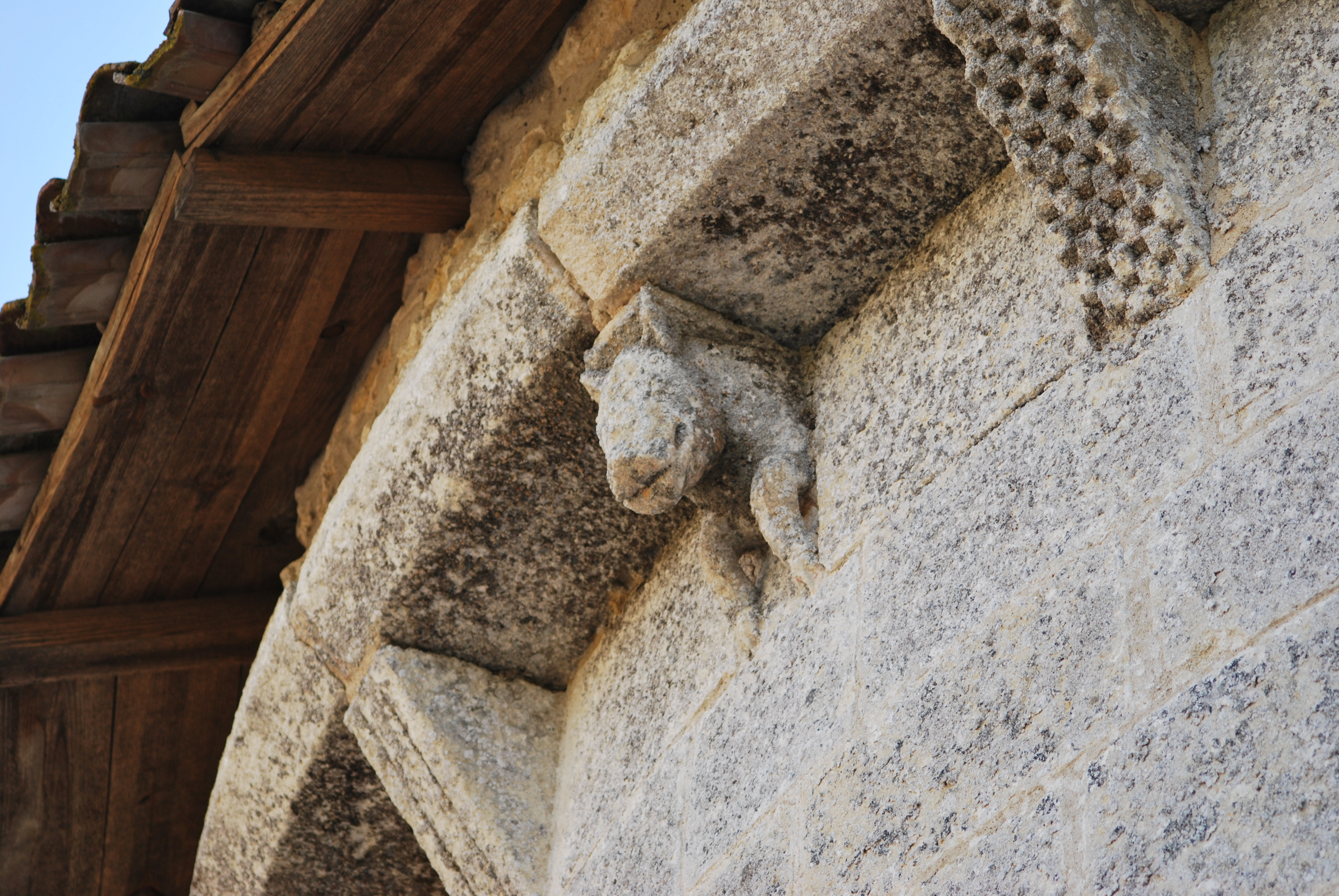
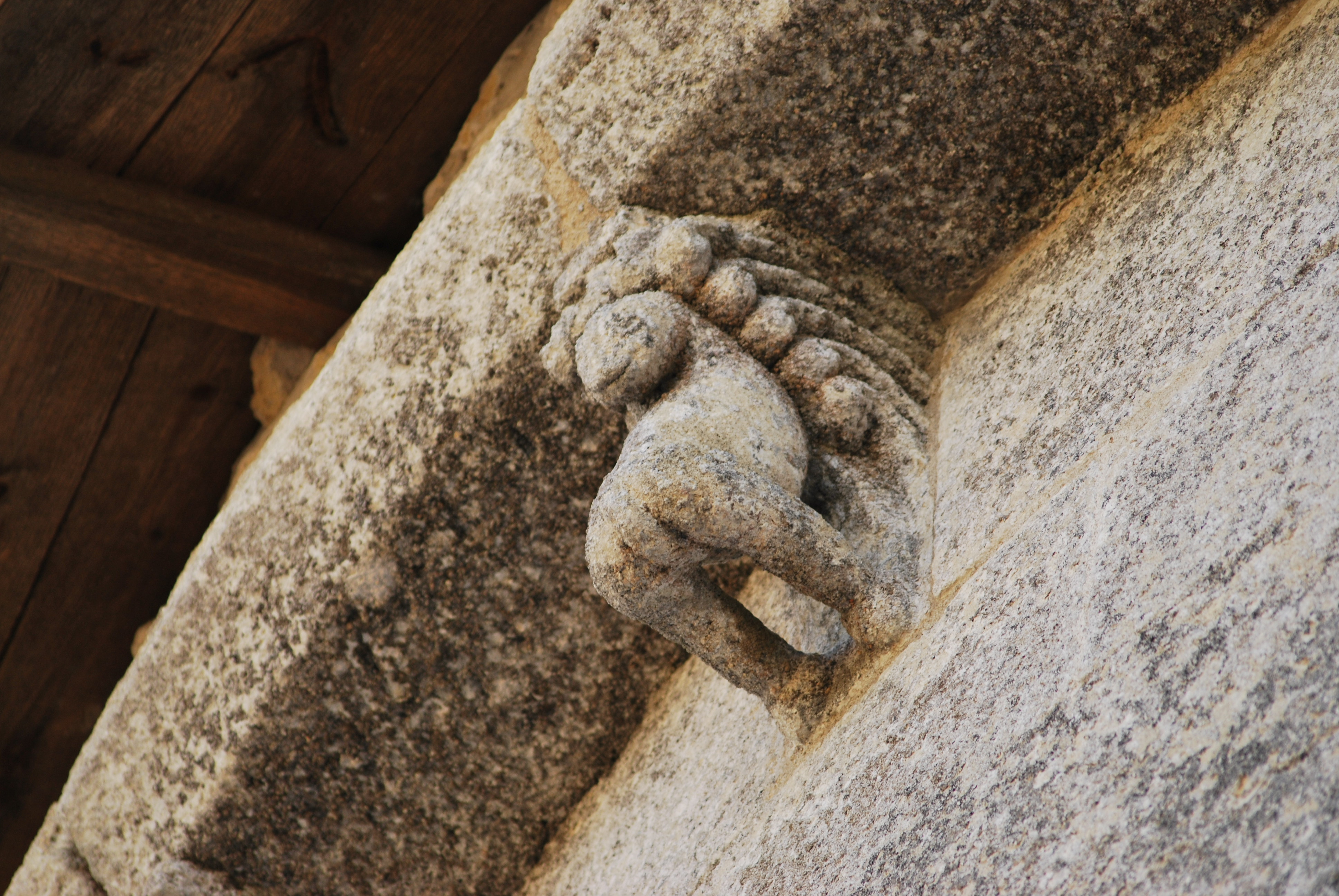
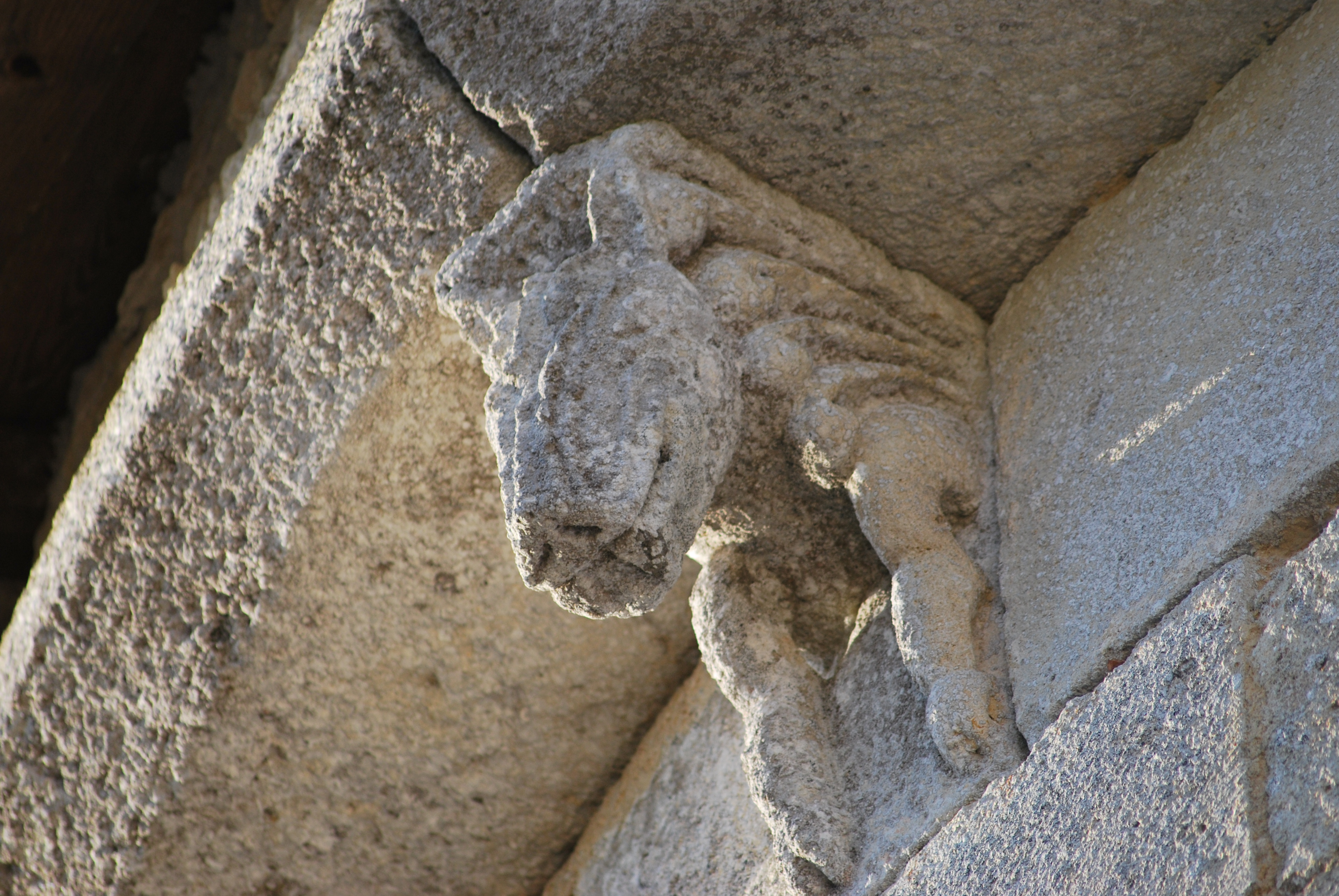

### Les chapiteaux du sanctuaire
Chapiteau nord 1 : La vocation des premiers disciples.
Le chapiteau est très érodé. On voit un esquif qui vogue sur les flots. Il y a deux rameurs qui forcent sur les avirons. Celui de gauche paraît auréolé d'un nimbe, l'autre personnage n'a plus sa tête. Dans l'axe de la corbeille, un homme en tunique, coiffé d'une toque et chaussé. Son bras gauche n'existe plus, mais il tient sa main droite levée. Le troisième volet est très mutilé, il reste, au second plan, un lion assis avec un oiseau perché sur son échine.
La disposition du premier groupe et de Jésus est semblable à celle de l'église Saint-Sulpice de Daubèze, distante de trois kilomètres. Le sujet, qui est rare dans l'imagerie chrétienne, est tiré de l'évangile selon Matthieu, ch. IV, v. 18, et de l'évangile selon Marc, ch. I, v. 17 : Jésus revint en Galilée proclamer l'évangile du règne de Dieu. Il longeait le lac de Tibériade et vit les deux frères Simon et André, jetant leurs filets à l'eau — car ils étaient pêcheurs —. Il leur dit: « Suivez-moi et je vous ferai devenir des pêcheurs d'hommes. » Simon et André abandonnent leurs filets pour devenir les premiers disciples.
En revanche, la présence du lion et de l'oiseau au bord du lac de Tibériade pose une énigme !

Chapiteau nord 2 : Dogues dépeçant une tête humaine.
Sur la face principale, celle visible de la nef et des fidèles, deux molosses se disputent une tête humaine masculine grimaçant de douleur.
Sur la face cachée, celle visible du seul clergé, un grand rapace fond sur un lièvre, dans le dos duquel il plante ses serres. Dans l'art roman, le lièvre, l'animal de Vénus, incarne symboliquement la  luxure et la lascivité. Sa destruction par un rapace était une allégorie de la victoire de la volonté sur la concupiscence de la chair. Pour les clercs, qui voyaient les deux scènes, la leçon morale était limpide : celui qui ne sait pas éteindre en lui l’appétit sexuel, périra dévoré par les chiens, comme Jézabel dans les vignes de Naboth,.

Chapiteau sud 1 : Deux lions affrontés.
Les deux fauves sont gras, allongés à terre et assez proches l'un de l'autre pour que leurs pattes avant se chevauchent. Ils détournent leurs têtes du dé central où est sculpté un entrelacs. Leurs têtes sont sommées d'une crête, leurs faces barrées par de grosses lippes dessinant un rictus. Le nœud central est là pour suggérer que les deux bêtes sont liées par un goût commun, qui est forcément impur.

Chapiteau sud 2 : La damnation des hommes « invertis ».
Cette corbeille est une réplique de celle de l'absidiole sud de l'église des Bénédictins de Saint-Ferme. Deux hommes se tournant le dos sont accroupis sur l'astragale et ont la tête engoulée par un lion qui a planté ses canines dans leurs épaules. Chaque homme s'accroche, à l'aide de ses mains, à des becs de rapace à long cou qui jaillissent de la face inférieure d'une feuille de scolopendre portant un fruit sphérique. À noter, le médaillon dorsal du grand ceinturon qui signale l'homme inverti.
On ne le voit pas ici, mais les « hommes invertis », auxquels le médaillon dorsal était toujours associé, avaient la tête retournée à 180°. Ils sont assez fréquents sur des modillons et leurs malheurs représentent une dénonciation de l'homosexualité, surtout pour le clergé. Voir Bougoux, pour plus de détails.